# ویکی‌گونه
ویکی‌گونه (به انگلیسی: Wikispecies) یکی از پروژه‌های بنیاد ویکی‌مدیا است که برای راهنمایی در مورد گونه‌های زیستی به کار می‌رود و در یک گونه بالارده‌ها و زیررده‌ها را مشخص می‌کند.

## آمار
در ماه مهٔ ۲۰۰۷، تعداد مقالات ویکی‌گونه از ۱۰۰هزار گذشت.
در اواخر فوریهٔ ۲۰۱۳ بیش از ۳۵۵هزار مقاله داشت.